# 铧子镇
铧子镇，是中华人民共和国辽宁省辽阳市灯塔市下辖的一个行政建制镇。

## 行政区划
铧子镇下辖以下地区：
中心社区、下沟社区、矾盛堡社区、花家社区、黄堡村、矾盛村、后铧子村、沟里村、唐家堡子村、张海屯村、灰窑村、形相村、栈道村、东王村、半拉山子村、河西村、东小堡村、东沟村、吴家村、荣官村、后屯村、杨寨子村、李达连沟村、周达连沟村和大达连沟村。

## 辽宁省文物保护单位
| 编号 | 名称           | 年代 | 地址         | 坐标 | 图片 | 公布 |
| ---- | -------------- | ---- | ------------ | ---- | ---- | ---- |
| 7-65 | 李兆麟将军故居 | 民国 | 铧子镇后屯村 |      |      |      |